# Бедарид
Бедарид (фр. Bédarrides) насеље је и општина у Француској у региону Прованса-Алпи-Азурна обала, у департману Воклиз која припада префектури Авињон.
По подацима из 2011. године у општини је живело 5183 становника, а густина насељености је износила 209,08 становника/km². Општина се простире на површини од 24,79 km². Налази се на средњој надморској висини од 25 метара (максималној 119 m, а минималној 20 m).

## Демографија
| 1962. | 1968. | 1975. | 1982. | 1990. | 1999. | 2011. |
| ----- | ----- | ----- | ----- | ----- | ----- | ----- |
| 2.615 | 2.986 | 3.816 | 4.238 | 4.816 | 5.110 | 5.183 |

График промене броја становника у току последњих година